# 김경석 (공학자)
김경석(Kim, Kyung-Suk, 1952년~)은 1974년에 서울대학교 기계공학과를 졸업하고 1980년에 브라운 대학교에서 박사학위를 한 후 일리노이 대학교 어배너-섐페인의 교수직을 거쳐 1989년부터 브라운 대학교 공과대학에 교수로 있는 기계공학자이다.

## 연구
- 박막이나 물질사이의 계면의 주름을 연구하여 루가역학(Ruga Mechanics)이라는 분야를 창시하였다. 루가(Ruga)는 주름을 나타내는 라틴어로서, 해부학에서는 소화기나 방광, 질 등의 장기 내부의 주름을 뜻한다. 하지만 이러한 주름 패턴은 장기 내부 뿐만 아니라 사람의 피부, 식물의 껍질, 곤충의 날개, 뇌의 표면, 심지어는 지구의 지각이나 달의 표면에서도 발견된다. 이러한 패턴을 여러 카테고리로 나누어 연구하고, 나노 스케일에서 이러한 주름 패턴을 컨트롤하여 다양한 물성을 구현해 내는 것이 루가역학이라고 할 수 있다. 이를 이용하여 물에 젖지 않고 물방울을 튕겨내는 표면도 만들어낼 수 있다.
- 2004년 8월, 미국의 공익 라디오 채널인 NPR에서 김경석 교수와 루가역학에 대해 인터뷰를 가졌다.[1]

## 수상 및 특기사항
- 2005년 공학부문에서 호암상을 수상하였다.[2]